# موسيقى الشنتو
موسيقى الشنتو هي الموسيقى الاحتفالية لديانة الشنتو اليابانية. وهي مستوحاة من اساطير امي-نو-اوزومي-نو-ميكوتو التي وضعها لجذب روح اماتيراسو إلى الحياة.

## الكاغورا
الكاغورا، وتعني ترفيه الالهة، هي فن ياباني تشتمل على الموسيقى والرقص والشعر وتقسم إلى فن الـ«مي-كاغورا» التي تختص بترفيه بالحكام وفن الـ«أو-كوغورا» التي تختص بترفيه المعابد والمقابر اليابانية مثل الـ"ضريح ايسي"، وفن الـ«ساتو كاغورة» القروية.

## تركيبتها
يضم مخزون موسقى الشنتو ثماني تركيبات اساسية هي كاغورة الاغاني (كاغورا-اوتا)، والترفيه الشرقي (ازوما اسوبي) واغاني الحرس الملكي (كومي-اوتا) والاغاني الكبرى (أو-اوتا) واغاني المهام الليلية (اونابي-اوتا) واغاني الحقول (تا-اوتا) واغاني ياماتو (يماتو-اوتا).

## الألآت الموسيقية
تشمل الالات المستعملة في موسيقى الشنتو:
- الواغن (和琴?)
- الكاغورا-بو (神楽笛?)
- الهيشيريكي (篳篥?)
- السوزو (鈴?)
- التسوزومي (鼓?)
- مطرقة الشاكوبيوشي (笏拍子?).

كما تستعمل في المهرجانات المحلية الات الكاين (鉦?) وبينزاسارا (編木?) والتايكو (太鼓?).

## للإستزادة
- كاغورا
- غاغاكو
- دينغاكو
- ماتسوري
- الات موسيقية يابانية  [لغات أخرى]‏